# Université Carl-von-Ossietzky d'Oldenbourg
L’université Carl-von-Ossietzky d'Oldenbourg (Carl von Ossietzky Universität Oldenburg) est une université allemande de la ville-arrondissement d'Oldenbourg, dans le Land de Basse-Saxe, fondée en 1973.
L’université compte aujourd'hui six facultés accueillant 15 220 étudiants.

## Facultés
- I - Pédagogie et sciences sociales
- II - Informatique, sciences économiques et droit
- III - Linguistique et culture
- IV - Sciences humaines et sociales
- V -  Mathématique et sciences naturelles
- VI - Médecine et sciences de la santé

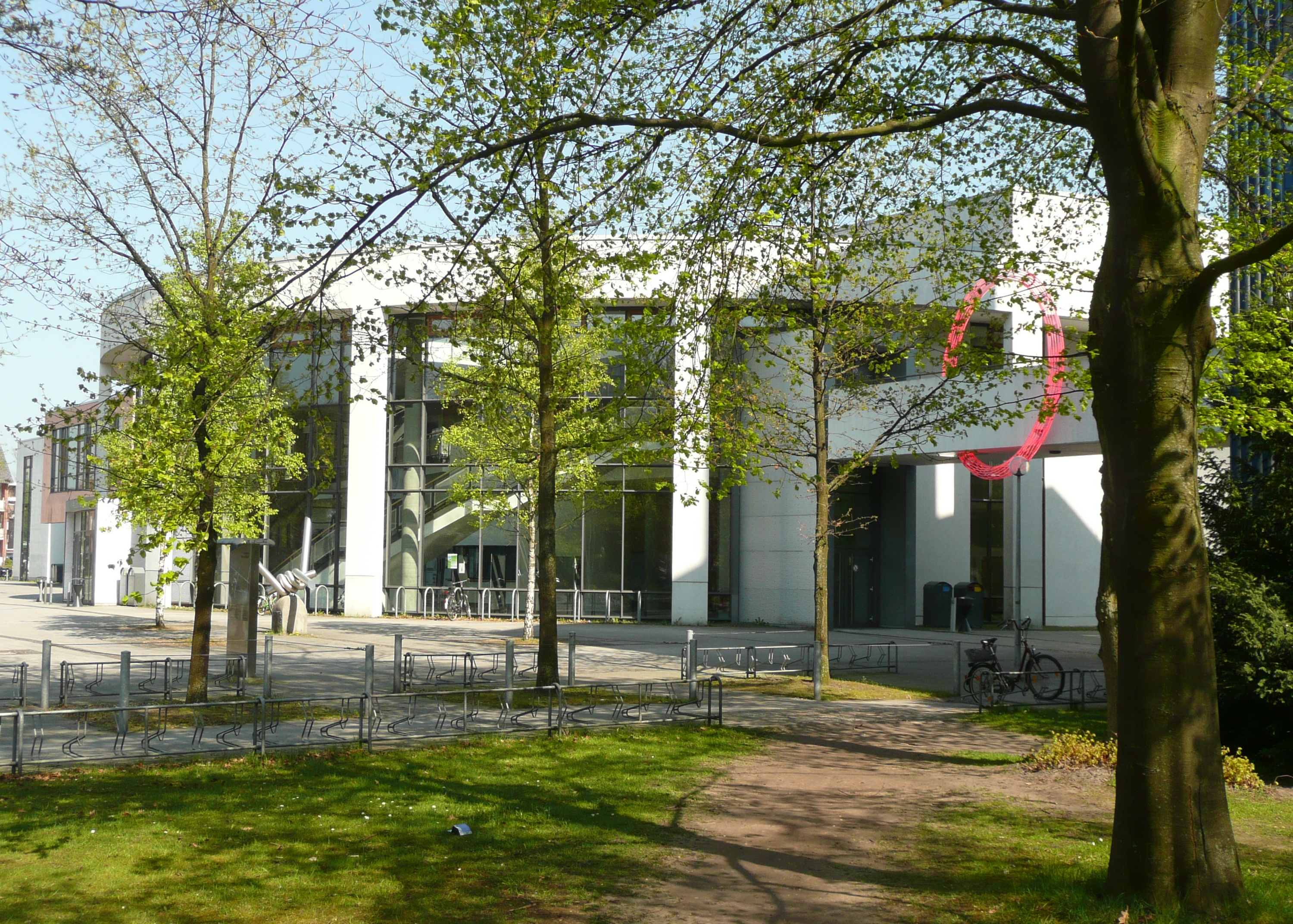
Bâtiment principal, Salles de cours

## Professeurs et anciens professeurs célèbres
Eveline Goodman-Thau (1934-)